# Brzezinki (Ługi Wałeckie)
Brzezinki – część wsi Ługi Wałeckie, położona w województwie zachodniopomorskim, w powiecie wałeckim, w gminie Wałcz.
W latach 1975–1998 Brzezinki administracyjnie należały do województwa pilskiego.